# Червь хвостатый
Ⱟ/, ⱟ/ (червь хвостатый, хорв. repati črv) — буква глаголицы, графический вариант буквы червь (Ⱍ), использовавшийся в хорватской типографике.

## Использование
В сочетании с тильдой сверху (ⱟ̃/) или титлом (ⱟ҃/) обозначала сокращение от «и так далее», аналогичное латинскому «&c» от лат. et cetera.
В хорватской печатной литературе на глаголице хвостатый червь использовался для обозначения звука [t͡ʃ] наряду с обычной буквой червь (Ⱍ), зачастую встречаясь с этой формой в одном и том же тексте. Хвостатый червь происходит от рукописной формы Ⱍ и отличается наличием хвостика, отсюда и происходят его хорватское название (repati črv) и название в Юникоде (англ. caudate chrivi).

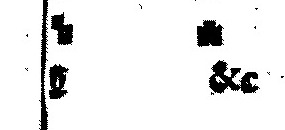
Хвостатый червь с тильдой в списке сокращений из глаголического букваря 1753 года
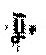
Хвостатый червь с тильдой в букваре 1629 года
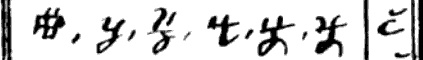
Варианты рукописной ⱍ в букваре 1862 года
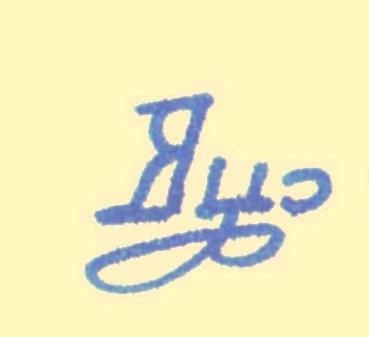
Рукописная форма ⱍ в слове Ⱁⱍ҃ⰵ (ст.‑слав. отче)

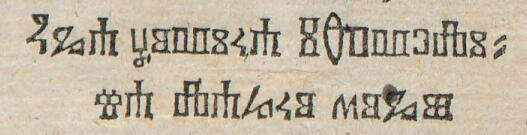
Хвостатая (четвёртая в первой строке) и обычная (первая во второй строке) формы буквы червь, катехизис 1561 года

## Кодировка
Первоначальная заявка на включение заглавного и строчного хвостатого червя в Юникод была подана Зораном Вукоевичем 20 июля 2019 года. В ней предлагалось закрепить их за кодовыми позициями U+2C2F и U+2C5F под названиями glagolitic capital letter cherv и glagolitic small letter cherv, соответствующими названию буквы в хорватских источниках того времени (буква Ⱍ ⱍ в Юникоде называется chrivi, в соответствии со старославянским названием ст.‑слав. чрьвь). 9 сентября заявка была пересмотрена, и предложенные названия были изменены на описательные glagolitic capital letter caudate chrivi и glagolitic small letter caudate chrivi.
4 октября группа Ad hoc Консорциума Юникода рекомендовала Техническому комитету Юникода (UTC) включить данные символы в одну из следующих версий. 9 октября UTC одобрил внесение пары символов в Юникод.
Заглавный и строчный хвостатый червь были внесены в Юникод под кодами U+2C2F и U+2C5F соответственно (в согласии с исходной заявкой) в версии 14.0, вышедшей 14 сентября 2021 года.